# Roccadaspide
Roccadaspide é um comune italiano da região da Campania, província de Salerno, com cerca de 7.462 habitantes. Estende-se por uma área de 64 km², tendo uma densidade populacional de 117 hab/km². Faz fronteira com Albanella, Aquara, Capaccio, Castel San Lorenzo, Castelcivita, Felitto, Monteforte Cilento, Trentinara.
Roccadaspide é famosa principalmente pelo centro histórico Medieval, e também pela produção do "Marrone di Roccadaspide", um tipo de castanha portuguesa reconhecida pela marca IGP.

## Demografia
| Variação demográfica do município entre 1861 e 2011                               |
|                                                                                   |
| Fonte: Istituto Nazionale di Statistica (ISTAT) - Elaboração gráfica da Wikipedia |